# Stazione di Pineto-Atri
La stazione di Pineto-Atri è una stazione ferroviaria posta lungo la ferrovia Adriatica, a servizio dei comuni di Pineto e di Atri.

## Storia

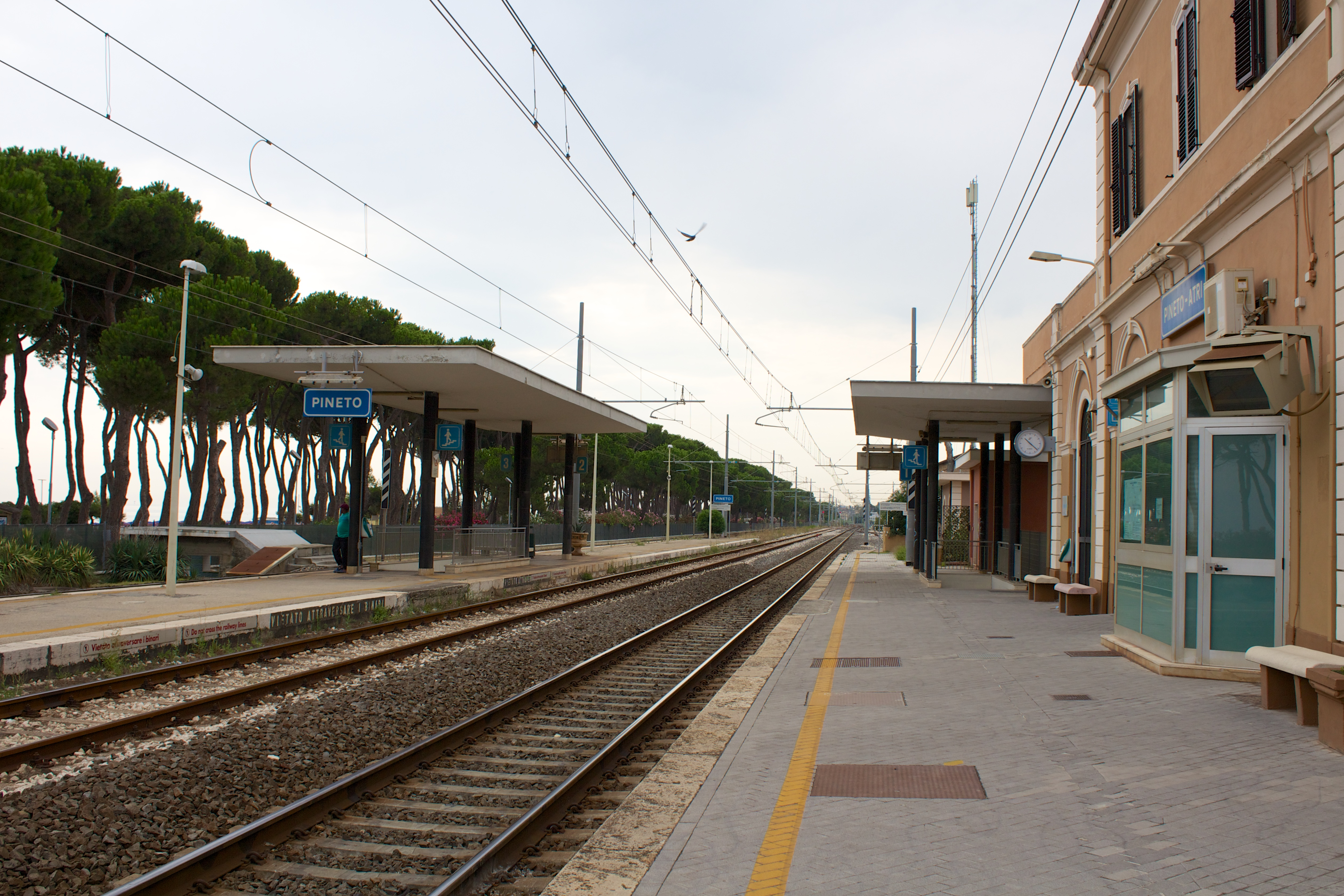
Il piazzale ferroviario

La stazione venne attivata il 13 maggio 1863 con l'inaugurazione della tratta Ancona-Pescara.

## Strutture e impianti
La stazione dispone di un fabbricato viaggiatori a due piani e di un sottopassaggio pedonale per permettere il raggiungimento dei binari. Tutta la stazione ha subito un processo di ristrutturazione  nel 2018, in particolar modo il sottopasso rifatto da capo e permette l’accesso ai binari tramite ascensore ai diversamente abili, biciclette e passeggini.

## Movimento
La stazione è servita da treni regionali svolti da Trenitalia e Trasporto Unico Abruzzese per conto della regione Abruzzo.